# ابرهای رنگین‌تاب

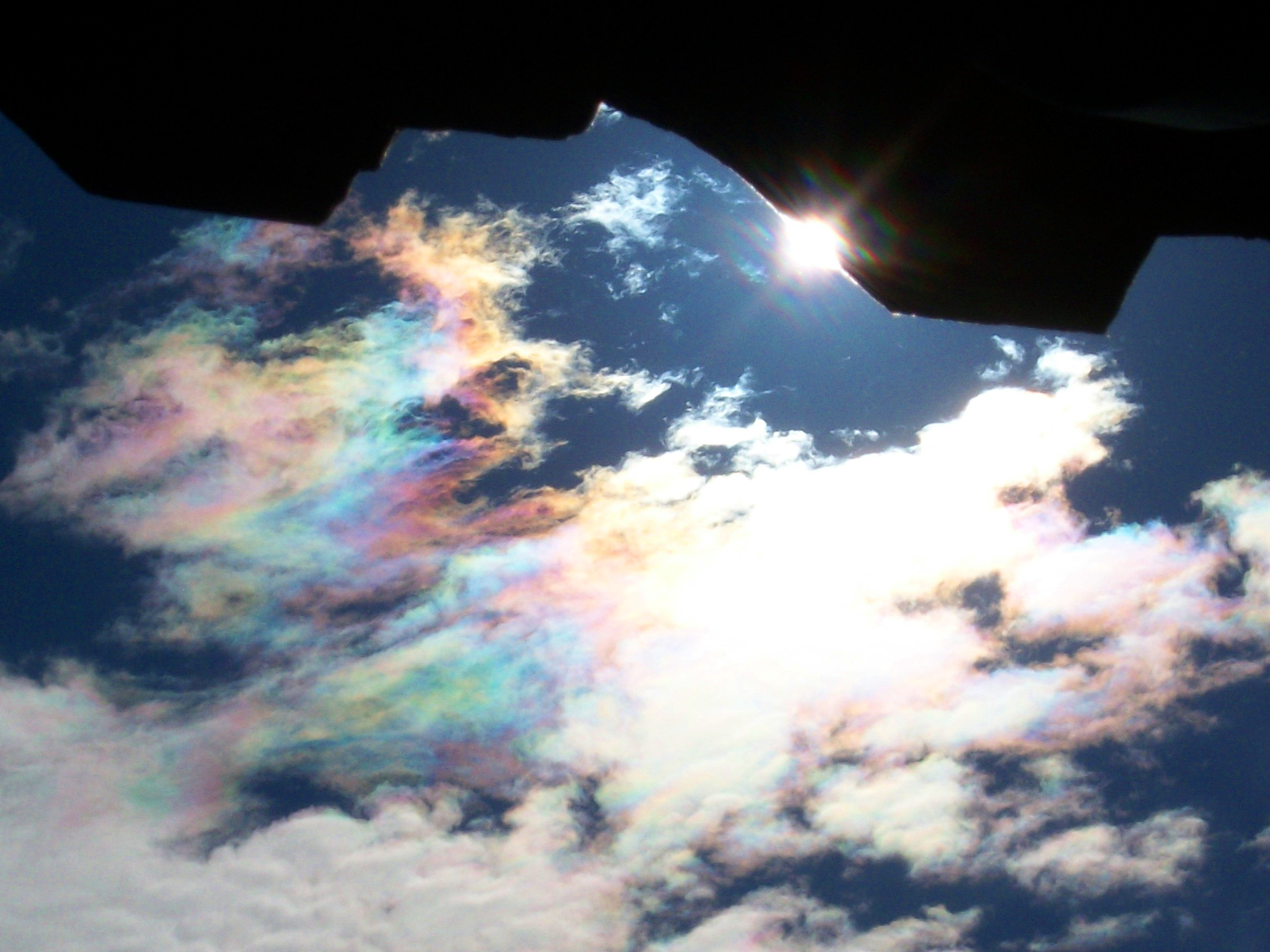
ابرهای میان ارتفاع رنگین‌تاب

ابرهای رنگین‌تاب (به انگلیسی: Cloud iridescence) یا رنگین‌کمانی (Irisations) یک پدیده دیداری رنگین‌تاب است که در یک ابر رخ می‌دهد و در مجاورت کلی خورشید یا ماه ظاهر می‌شود. رنگ‌ها شبیه رنگ‌هایی است که در حباب‌های صابون یا روغن روی سطح آب دیده می‌شود. این یک نوع فوتومیدیور است. این پدیده نسبتاً رایج اغلب در ابرهای فرازکومه‌ای، ابر پرساکومه‌ای، ابر عدسگون و ابر پرسا مشاهده می‌شود. آنها گاهی به‌صورت نوارهایی موازی با لبه ابرها ظاهر می‌شوند. رنگین‌تابی نیز در ابرهای استراتوسفری قطبی بسیار نادرتر که ابرهای مادرمرواریدی نیز نامیده می‌شوند دیده می‌شود.
معمولاً رنگ‌ها پاستلی هستند، اما می‌توانند بسیار زنده یا در هم آمیخته شوند، گاهی شبیه به مادرمروارید هستند. هنگامی که در نزدیکی خورشید ظاهر می‌شود، تشخیص این اثر ممکن است دشوار باشد زیرا در تابش خیره کننده خورشید غرق می‌شود. این ممکن است با محافظت از نور خورشید با دست یا پنهان کردن آن در پشت درخت یا ساختمان برطرف شود. کمک‌های دیگر با عینک‌های تیره، یا مشاهده آسمان که در یک آینه محدب یا در یک حوض آب منعکس شده است می‌باشد.

## علم اشتقاق لغات

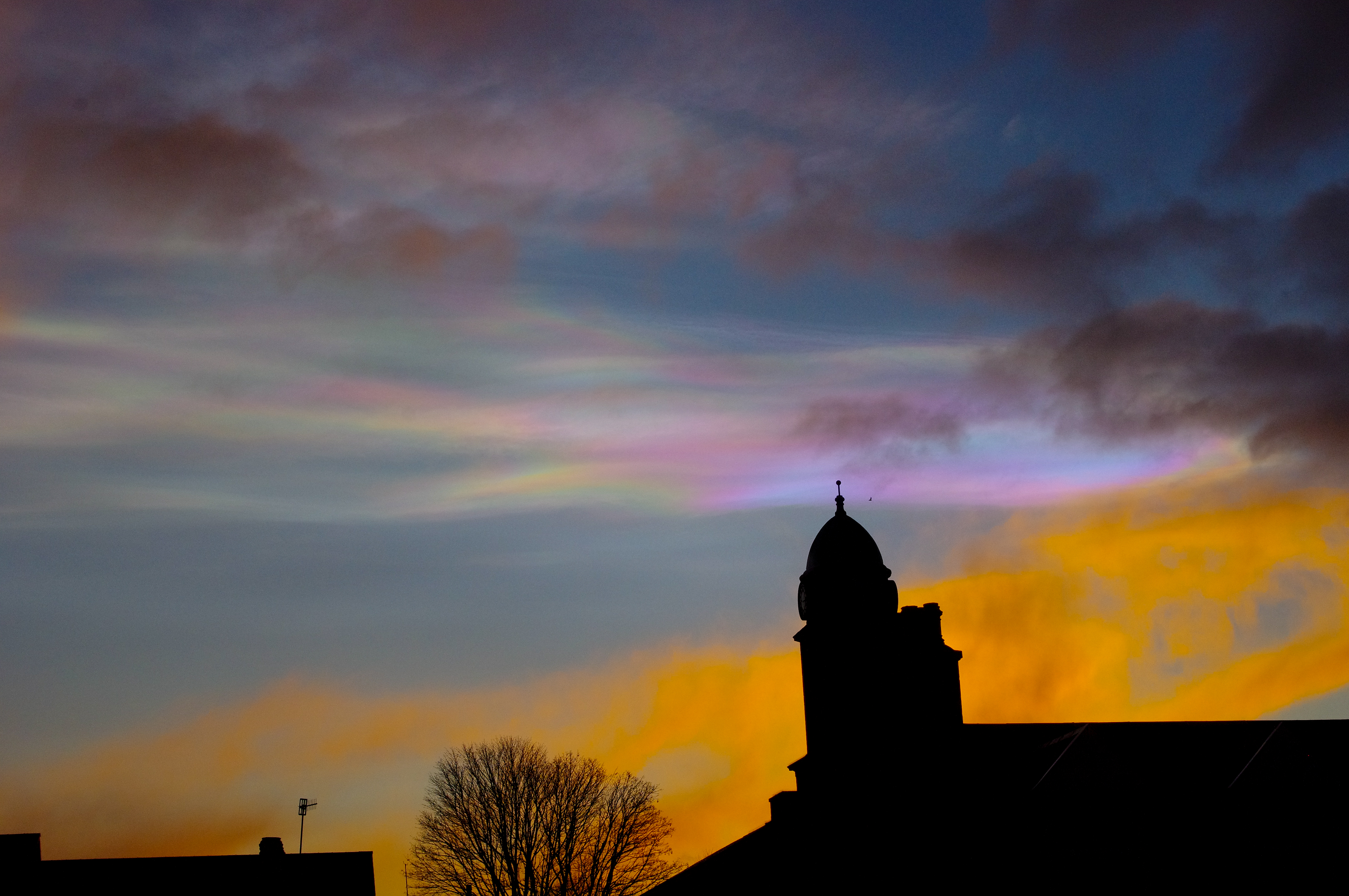
ابر استراتوسفری قطبی رنگین‌تاب در غروب خورشید بر فراز آبردین، اسکاتلند

رنگین‌کمانی (Irisations) از نام الهه یونانی ایریس، الهه رنگین‌کمان و پیام‌آور زئوس و هرا برای فانیان مادون گرفته شده است.

## سازوکار
ابرهای رنگین‌تاب پدیده‌ای پراش هستند که توسط قطرات کوچک آب یا بلورهای کوچک یخ که به‌صورت جداگانه نور را پراکنده می‌کنند ایجاد می‌شود. بلورهای یخ بزرگتر رنگین‌تابی تولید نمی‌کنند، اما می‌توانند هاله ایجاد کنند، پدیده‌ای متفاوت.
رنگین‌کمانی توسط قطرات آب بسیار یکنواختی که نور را پراش کنند (در فاصله ۱۰ درجه از خورشید) و توسط اثرات تداخل امواج (فراتر از حدود ۱۰ درجه از خورشید) ایجاد می‌شود. رنگین‌کمانی می‌تواند تا ۴۰ درجه از خورشید گسترش یابد.
اگر قسمت‌هایی از ابرها حاوی قطرات کوچک آب یا بلورهای یخ با اندازه مشابه باشند، اثر تجمعی آنها به‌صورت رنگ دیده می‌شود. ابر باید از نظر نوری نازک باشد، به‌طوری که بیشتر پرتوها تنها با یک قطره برخورد کنند.
بنابراین، رنگین‌تابی بیشتر در لبه‌های ابر یا در ابرهای نیمه‌شفاف دیده می‌شود، در حالی که ابرهای تازه تشکیل شده درخشان‌ترین و رنگارنگ‌ترین رنگین‌تاب را تولید می‌کنند. زمانی که ذرات یک ابر نازک از نظر اندازه بسیار شبیه به هم باشند، رنگین‌تابی شکل ساختار یافته یک تاج‌خورشیدی را به خود می‌گیرد، یک صفحه دایره‌ای درخشان در اطراف خورشید یا ماه که توسط یک یا چند حلقه رنگی احاطه شده است.

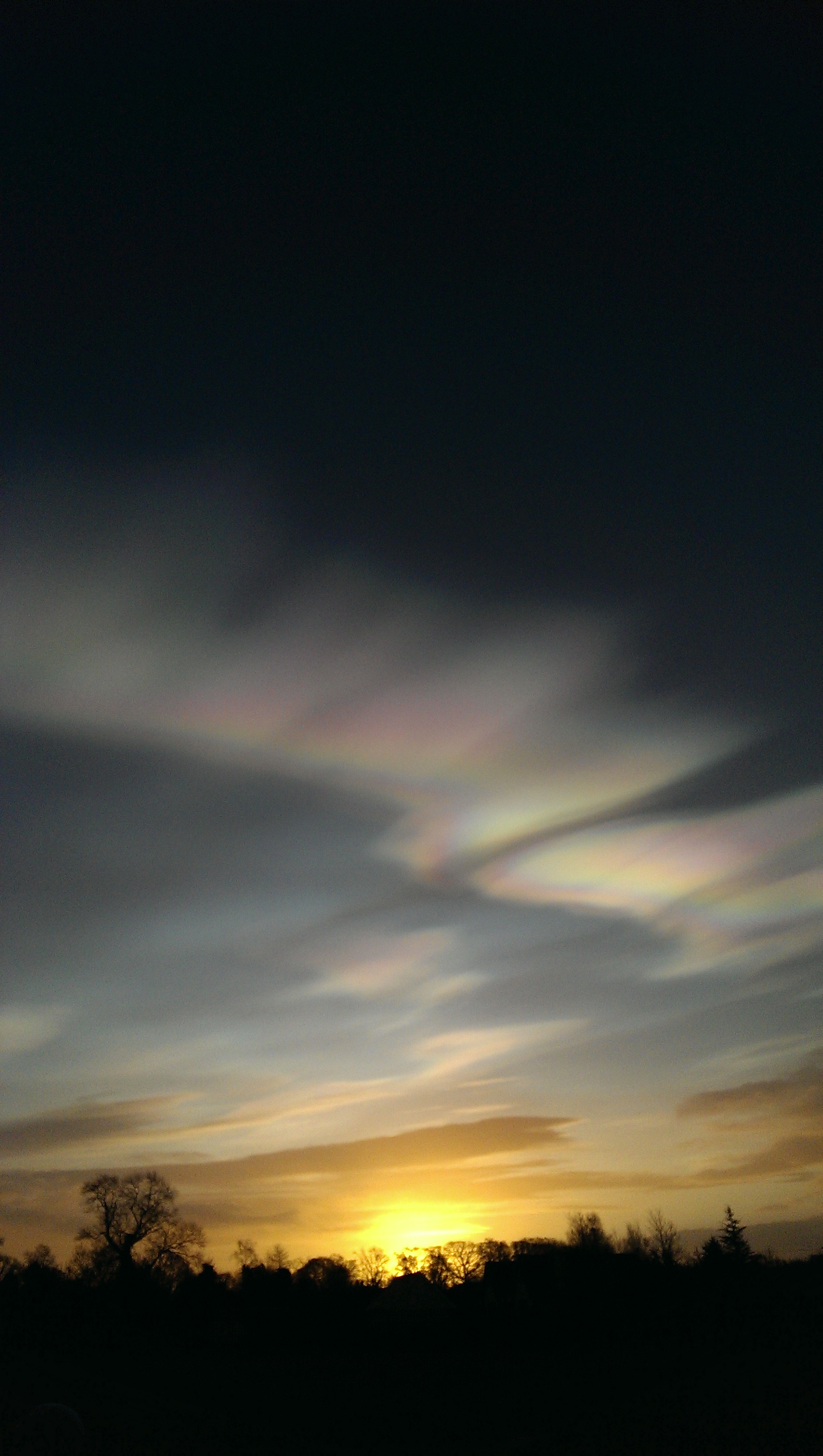
ابر رنگین‌تاب بر فراز شهرستان کیلدر، ایرلند

## نگارخانه

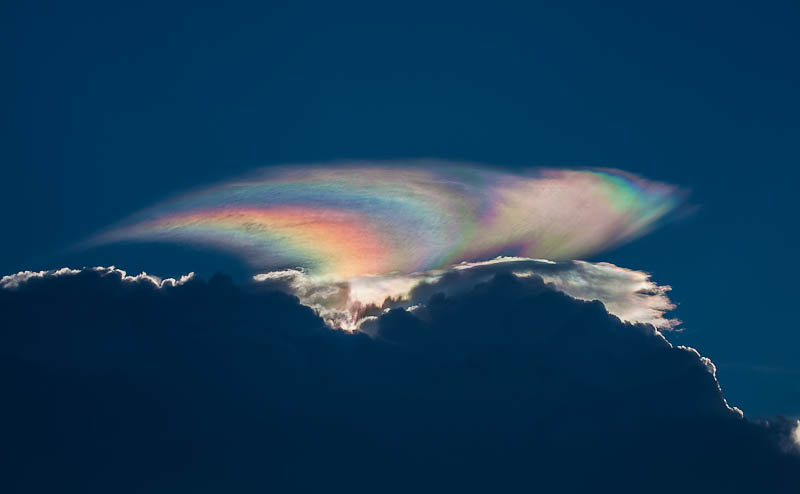
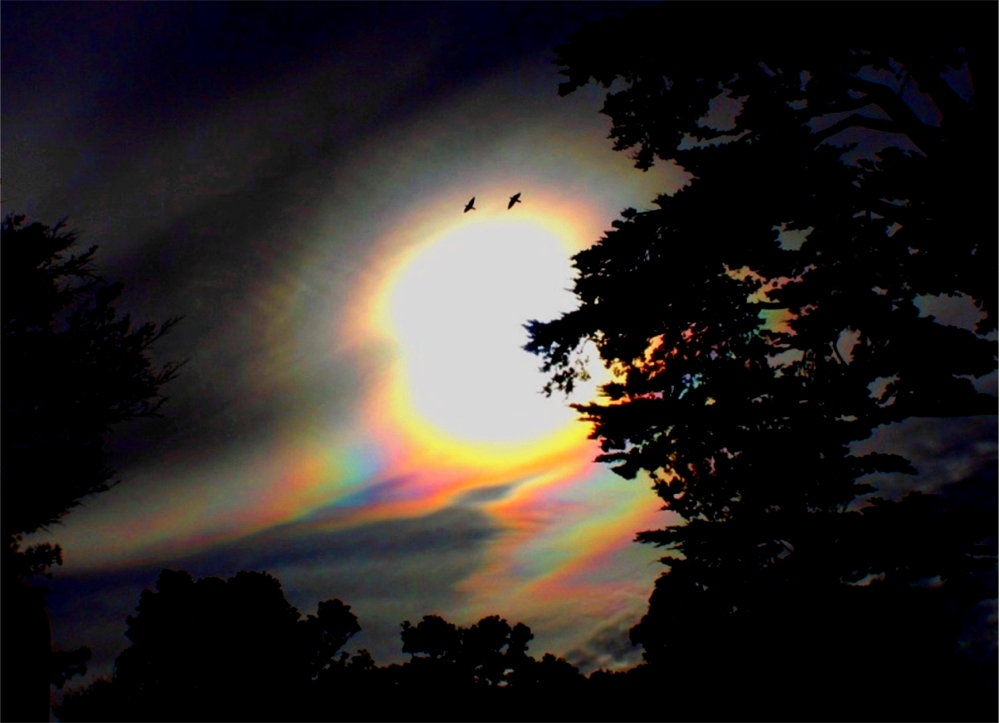
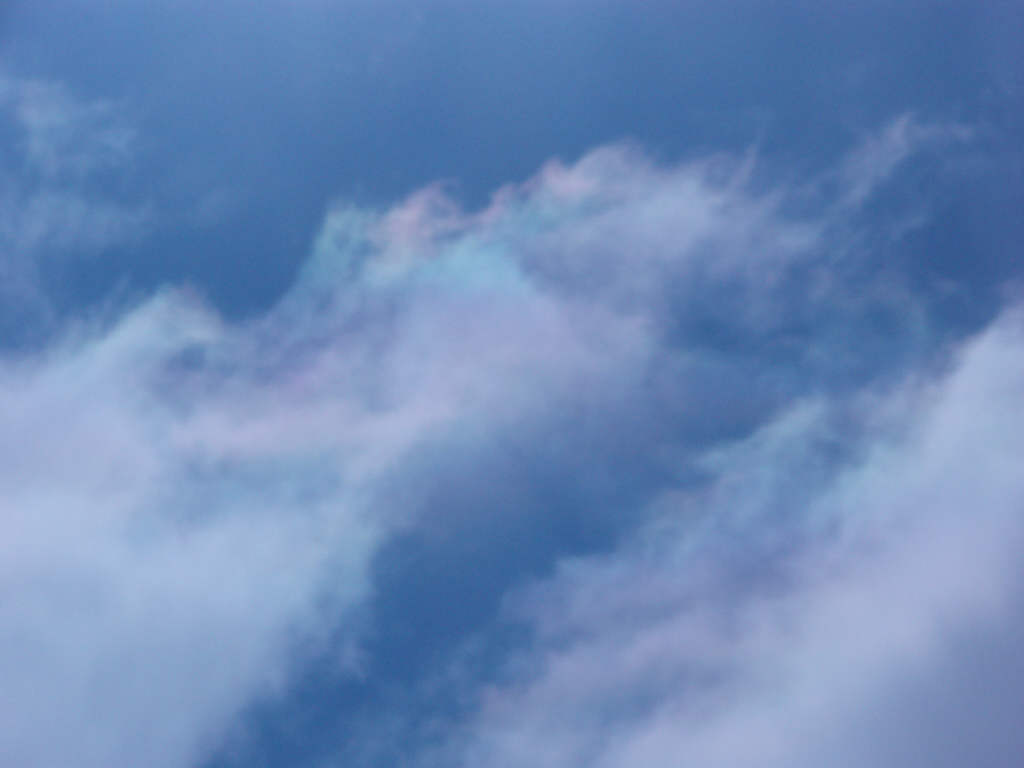
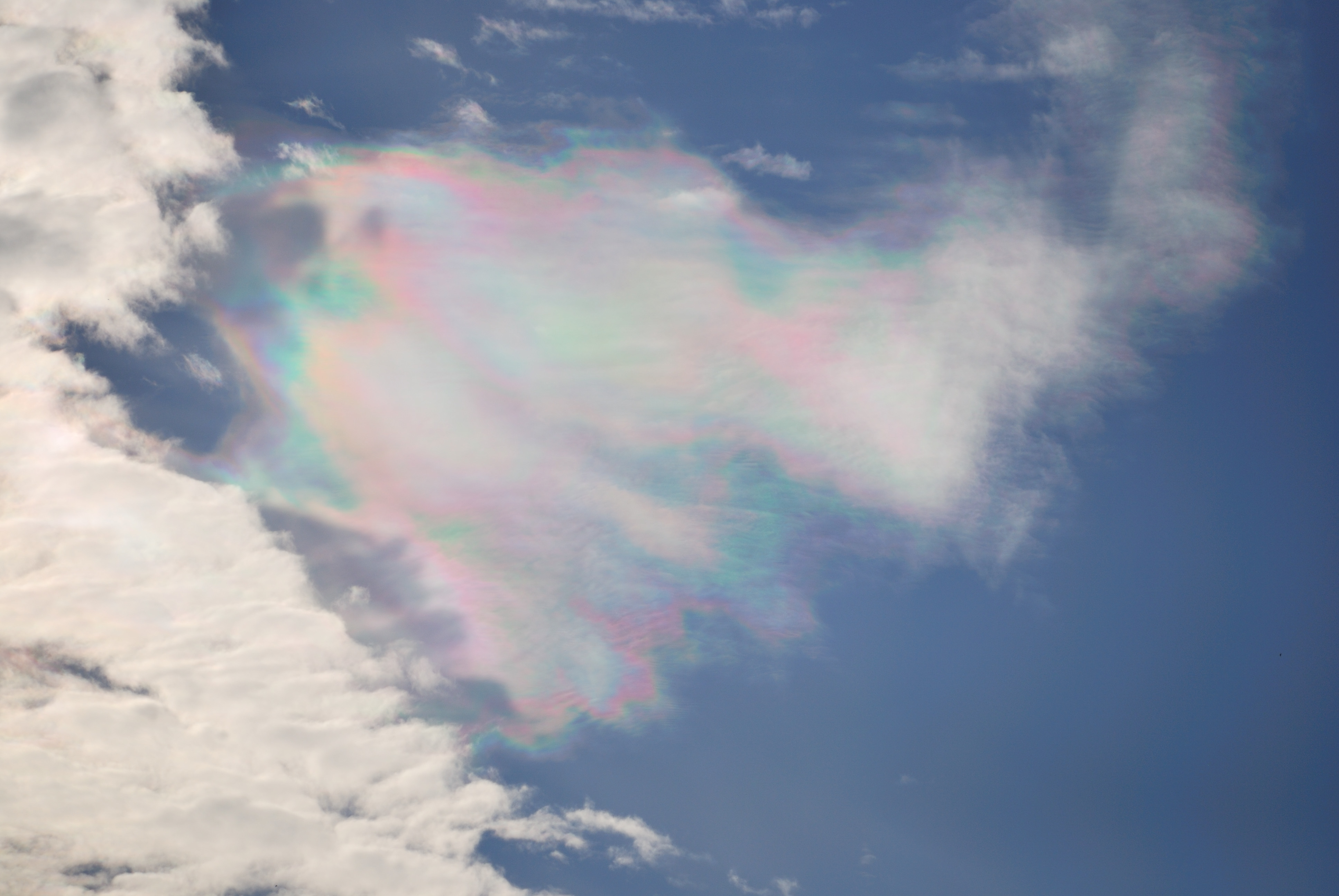
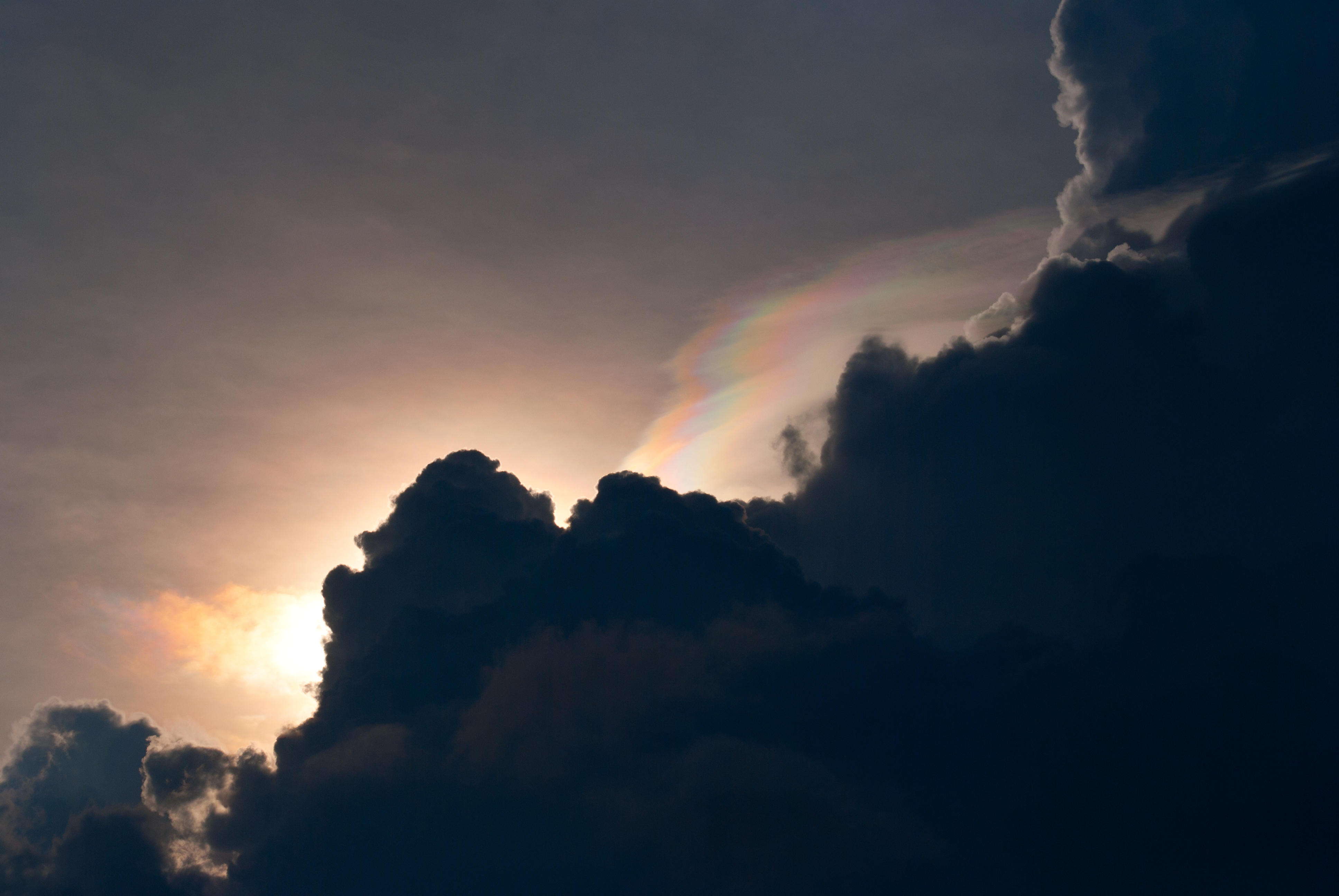
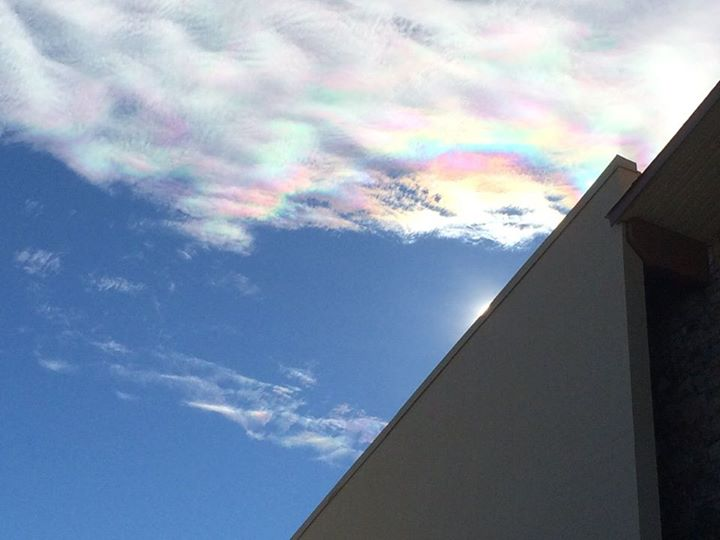
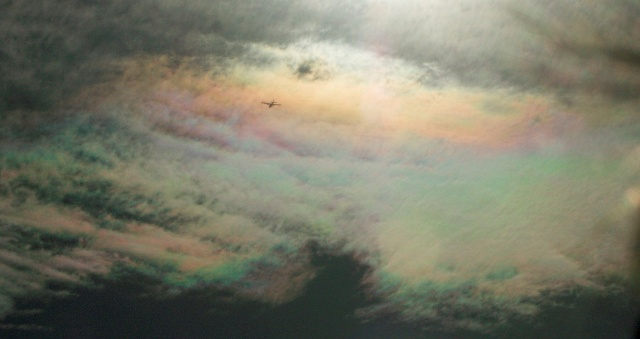
رنگین‌کمانی در ابرها بر فراز ولینگتون
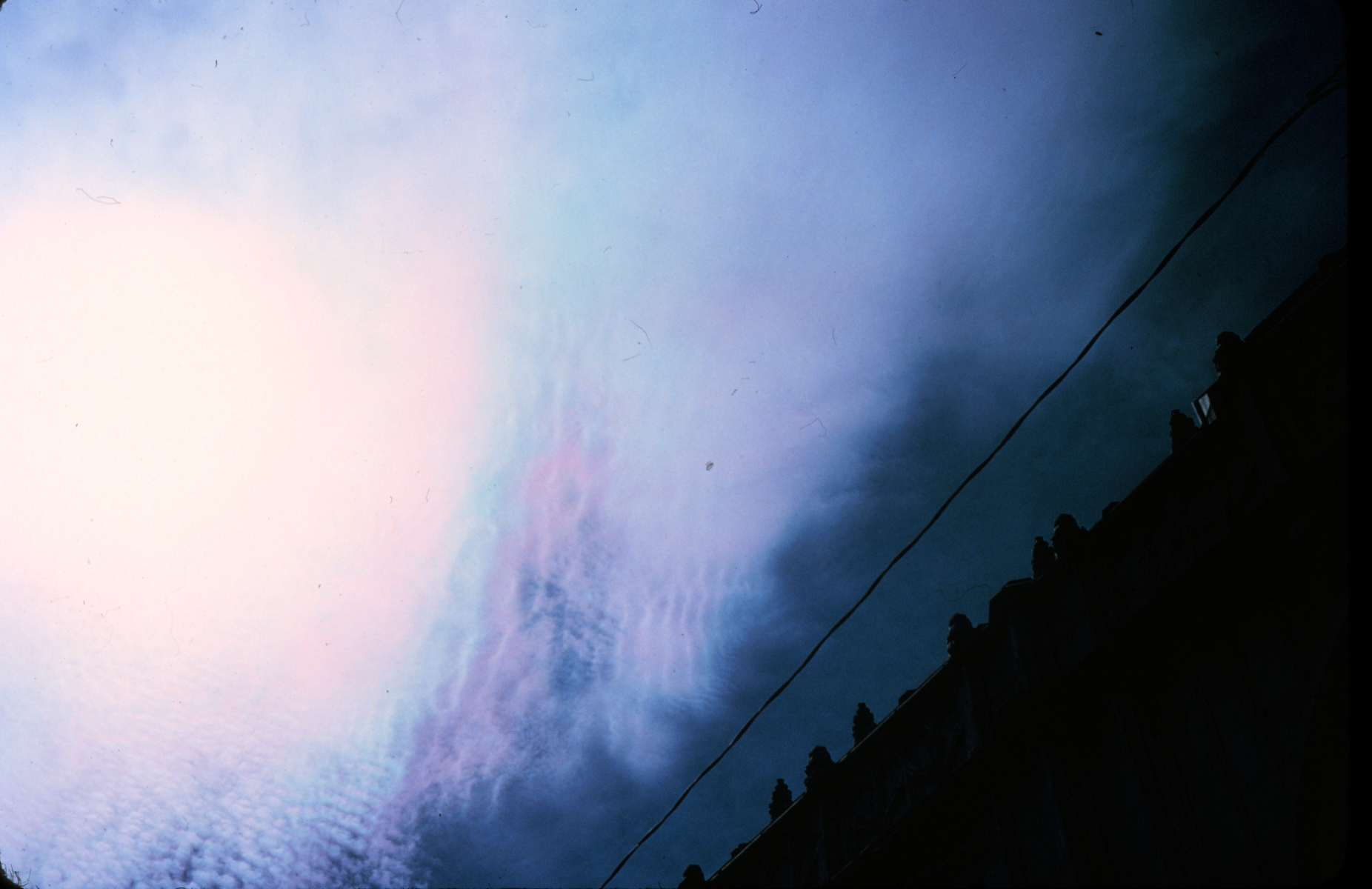
رنگین‌کمانی یا رنگین‌تابی در قطرات ابر فوق سرد در ابرهای پرساکومه‌ای.
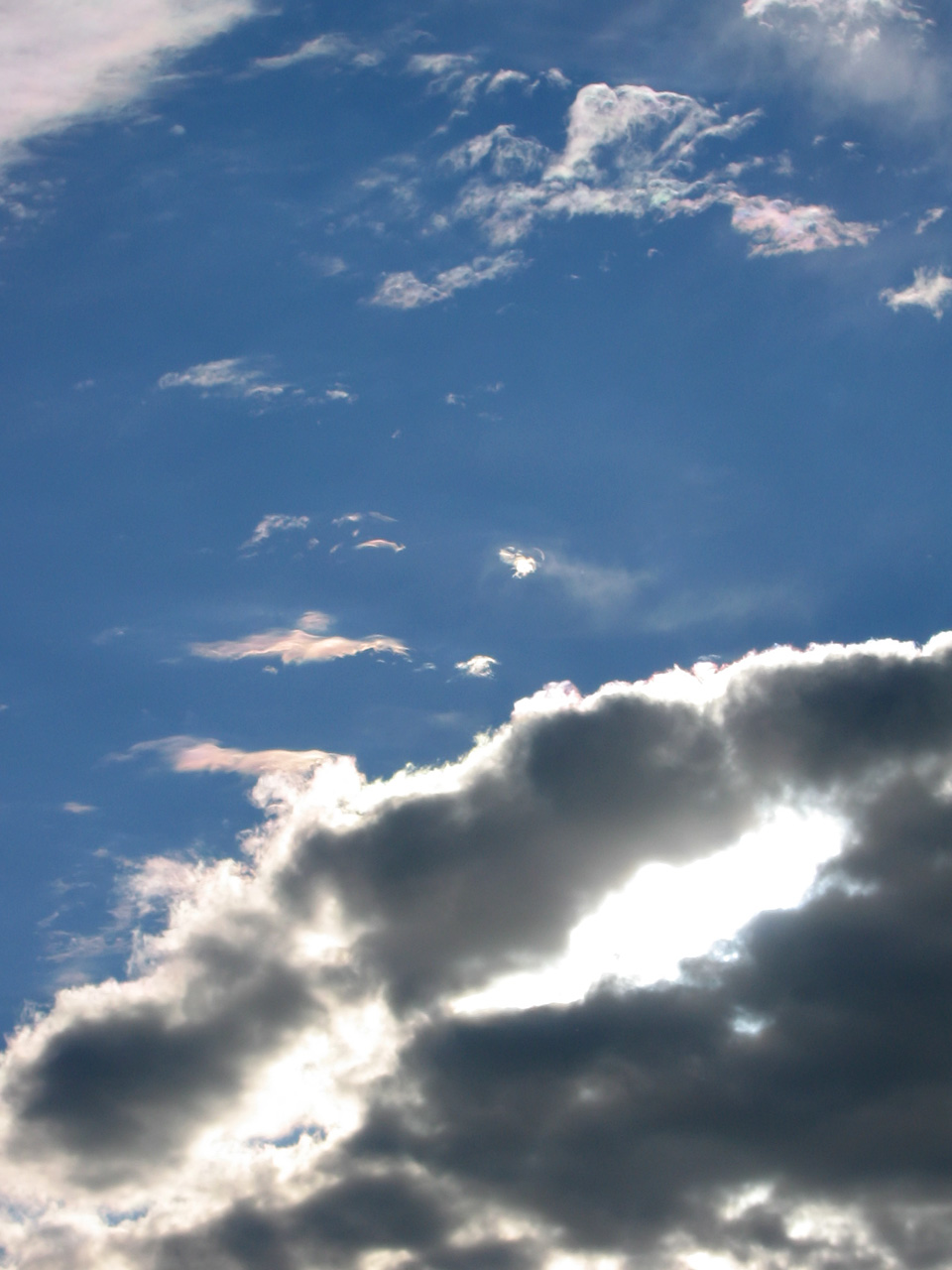
رنگین‌کمانی در ابر پرسا (یا شاید ابر پرساکومه‌ای) پشت ابر پوشن‌کومه‌ای (پایین)، بعد از ظهر بر فراز ورشو، لهستان.
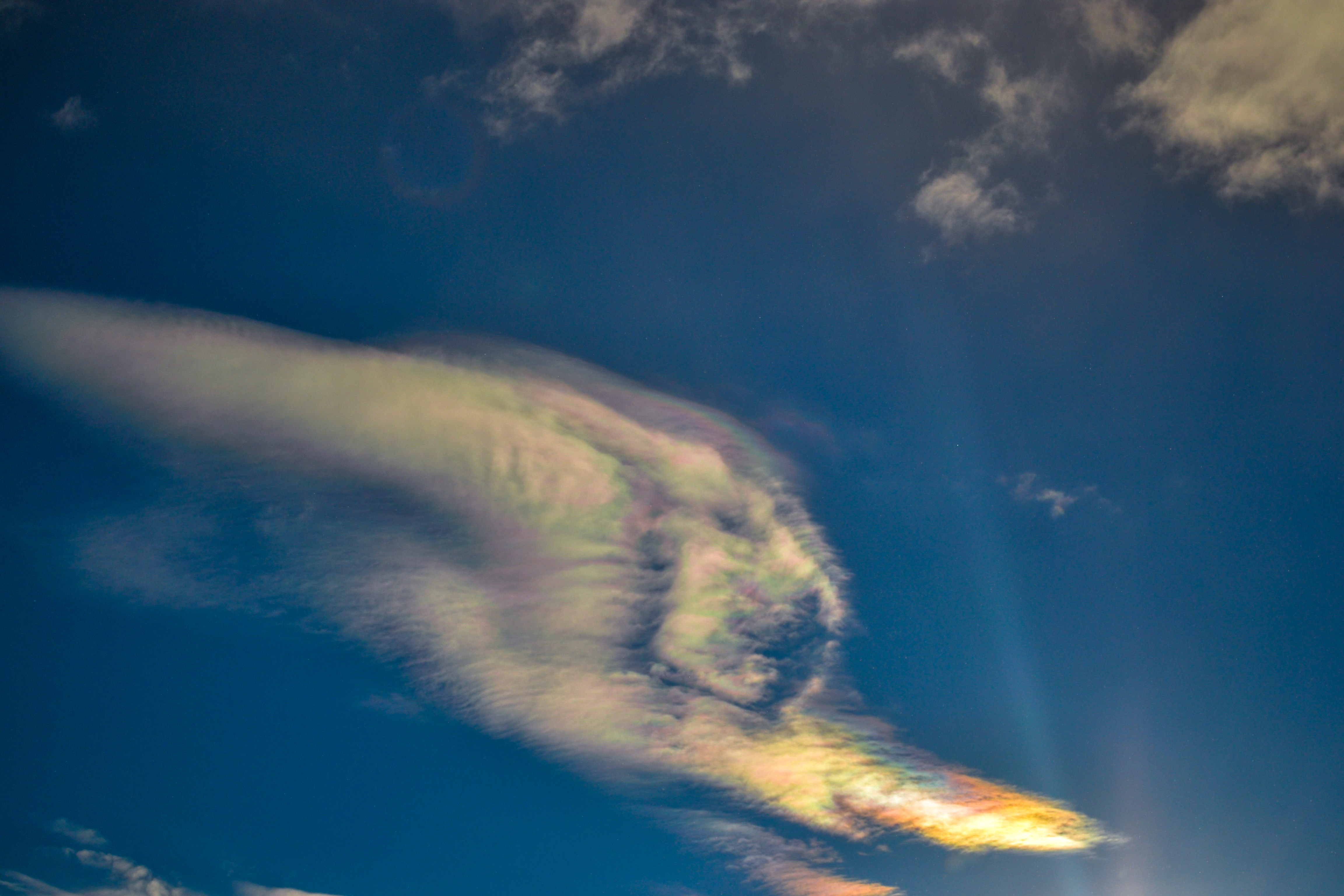
ابرهای رنگین‌تاب پر جنب و جوش که قبل از غروب آفتاب گرفته شده است
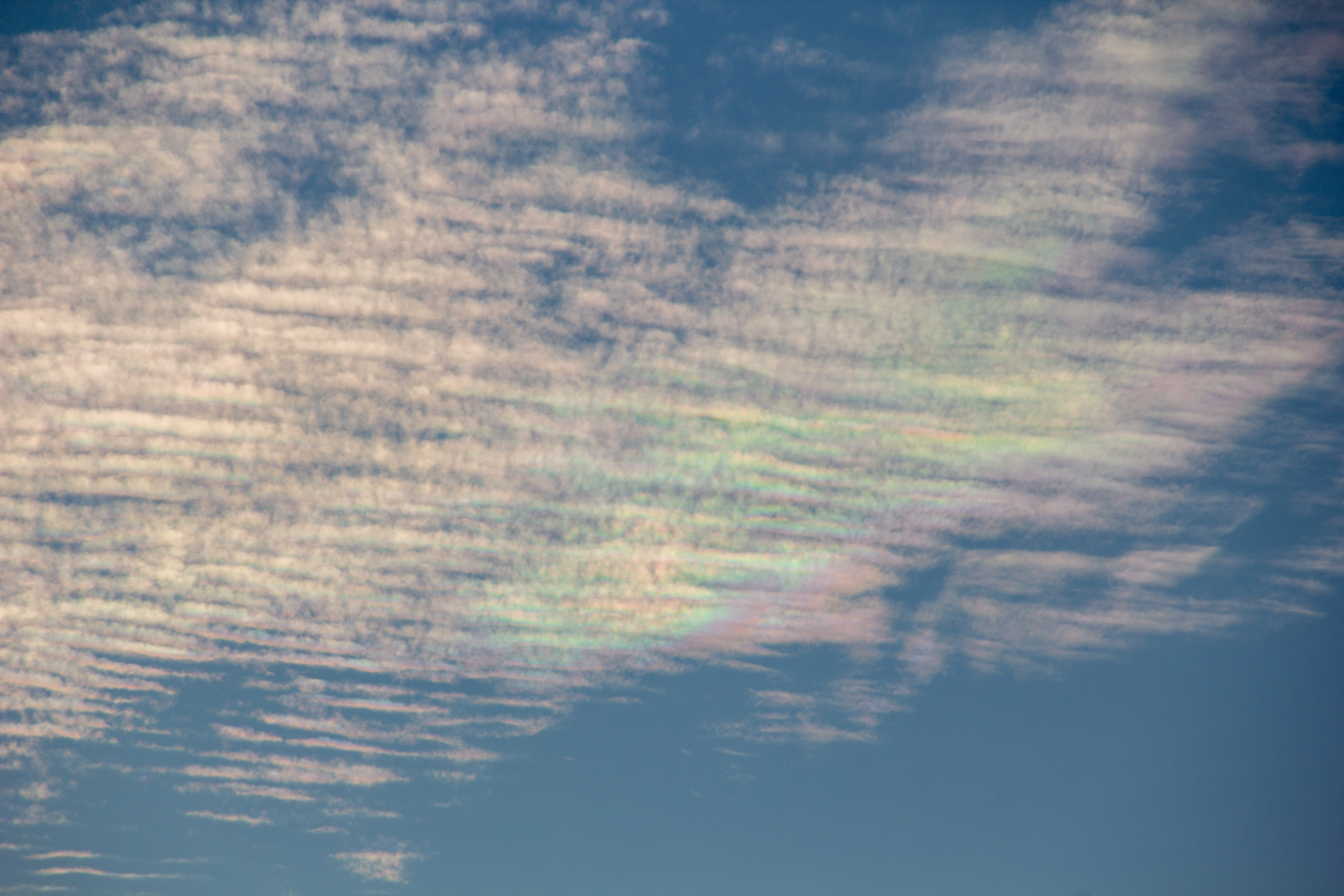
مشاهده ابرهای رنگین‌تاب در تنریف
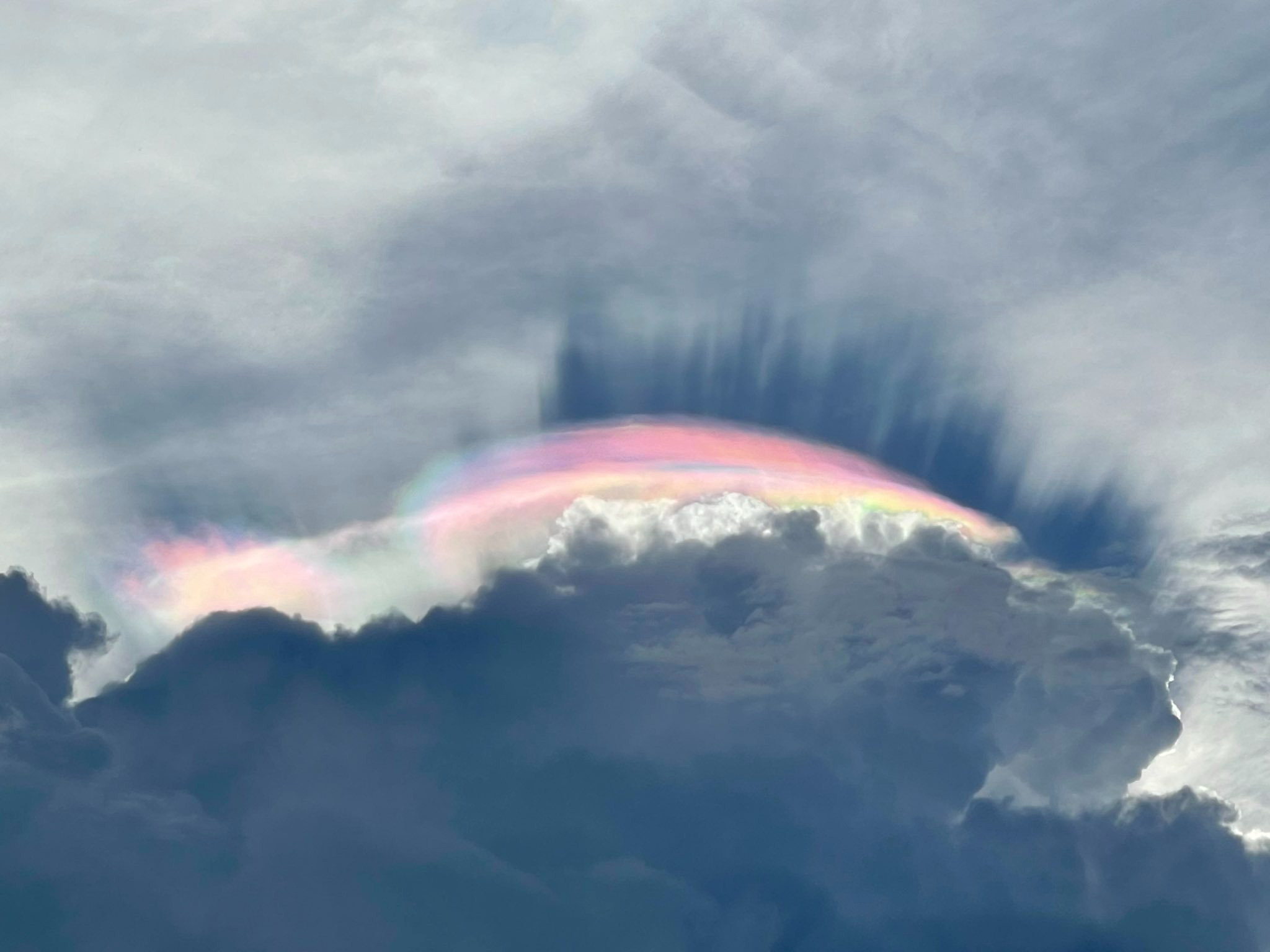
پارکر کنیون، آگوست ۲۰۲۲